# Zastava Ålandskih otoka
Zastava Alandskih otoka sastoji se od švedske zastave s dodatnim crvenim križem, koji označava Finsku. Danas je finska zastava bijele i plave boje, ali je u doba finskog nacionalizma bila crvena i žuta, po uzoru na grb Finske.
Zastava se koristi od 1954.